# Synasellus valpacensis
Synasellus valpacensis is een pissebed uit de familie Asellidae. De wetenschappelijke naam van de soort is voor het eerst geldig gepubliceerd in 1996 door Odette Afonso.